# Alicante (DO)

Situation du vignoble d'Alicante.

Alicante (DO) est une appellation d'origine contrôlée espagnole de vins de la région d'Alicante. Elle se divise en deux sous-zones: La Marina, sur la côte nord d'Alicante, et celle du Vinalopó, qui s'étend jusqu'aux limites de Castille-La Manche et Murcie, sur 14 256 ha. Il y a 50 caves inscrites.
Cette AOC a obtenu la qualification de Denominación de origen en 1957.

## L'Environnement
L'altitude moyenne des vignobles est de 600 mètres.
Les sols sont principalement calcaires, sains et libres de matière organique.
Le climat est méditerranéen à influence continentale vers l'intérieur avec un régime de pluies d'entre 300 mm (Sous-zone Alicante) et 500 mm (Sous-zone La Marina).

## Cépages
- Rouges : Grenache, Monastrell, Tempranillo, Bobal, Cabernet Sauvignon, Merlot, Pinot poir et  Syrah.
- Blancs : Planta Fina, Merseguera, Chardonnay, Verdil, Sauvignon blanc, Airén et Macabeu.

## Millésimes
- 1980 Bonne
- 1981 Bonne
- 1982 Bonne
- 1983 Moyenne
- 1984 Moyenne
- 1985 Bonne
- 1986 Moyenne
- 1987 Très Bonne
- 1988 Bonne
- 1989 Bonne
- 1990 Très Bonne
- 1991 Bonne
- 1992 Bonne
- 1993 Bonne
- 1994 Bonne
- 1995 Bonne
- 1996 Bonne
- 1997 Bonne
- 1998 Très Bonne
- 1999 Très Bonne
- 2000 Très Bonne
- 2001 Très Bonne
- 2002 Bonne
- 2003 Bonne
- 2004 Très Bonne
- 2005 Très Bonne
- 2006 Excellente

## Caves
Liste des Caves de l'AOC Alicante - Mis à jour en septembre 2009
Source : Consejo Regulador D.O. Alicante
- Agroxaló, S.L.
- Alejandro Pérez Martínez
- A.Y M. Navarro, S.L.
- Bod. Agro-Castelló, S.L.
- Bodegas Antonio Llobell Cardona
- Bodegas Bernabé navarro, S.L.
- Bodegas Bocopa
- Bodega Coop. Agrícola de Ibi
- Bodega Coop. Agrícola Peter
- Bodega Coop. de Algueña
- Bodega Coop. de Castalla
- Bodega Coop. Divina Aurora
- Bodega Coop. de La Romana
- Bodega Coop. de Monóvar
- Bodega Coop. Ntra. Sra. Del Carmen
- Bodega Coop. Ntra. Sra. de las Virtudes
- Bodega Coop. San Blas
- Bodega Coop. Santa Catalina del Mañán
- Bodega Coop. San Vicente Ferrer
- Bodega Coop. Virgen de la Salud
- Bodegas Enrique Mendoza, S.L.
- Bodegas Estevan
- Bodega Francisco Gómez Hdez.
- Bodega Mª Victoria Escandell
- Bodegas Murviedro, S.A.
- Bodegas Parcent
- La Bodega de Pinoso
- Bodegas Sanbert, S.L.
- Bodegas y Viñedos El Seque, S.A.
- Brotons, Vinos y Aceites, S.L.
- Bodegas Xaló
- Carmen Verdú Verdú
- Felix Albert Verdú
- Francisco Yago Puche
- Gutiérrez de la Vega
- Heretat de Cesilia
- J. García Carrión, S.A.
- Martín Belda Juan
- Narciso Bernal Ochoa
- Primitivo Quiles, S.L.
- Salvador Poveda, S.A.
- Bodegas Porsellanes
- Sierra Salinas, S.L.
- Sol de la Encina
- Vicente Garndía Gandía
- Vins del Comtat, S.L.

Caves d'Alicante en dehors de l'AOC
- Celler la Muntanya

### Sources
- (es) Cet article est partiellement ou en totalité issu de l’article de Wikipédia en espagnol intitulé « Alicante (vino) » (voir la liste des auteurs).